# Werner Marschner

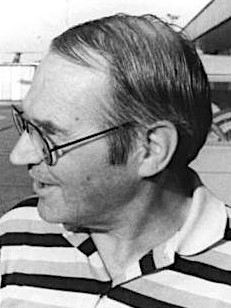
Werner Marschner (1985)

Werner Marschner (* 12. März 1919; † 26. Februar 2009 in Gera) war ein deutscher Radrennfahrer und Trainer im Radsport.

## Sportliche Laufbahn
Marschner begann mit 15 Jahren im Verein RC Wanderlust Chemnitz mit dem Radsport. In den 1930er Jahren war Werner („Masche“) Marschner als Amateurradsportler für RC Wanderer Chemnitz aktiv. Er hatte 1934 bei dem Nachwuchswettbewerb „Erster Schritt“ sein Debüt als Radsportler gegeben. Innerhalb zweier Jahre schaffte er den Sprung von der C-Klasse in die A-Klasse der deutschen Amateure. Der Zweite Weltkrieg verhinderte eine größere Radsportkarriere; nach seiner Rückkehr aus sowjetischer Kriegsgefangenschaft 1947 studierte Marschner an der Deutschen Hochschule für Körperkultur in Leipzig, zudem arbeitete er als Ingenieur für Feinwerktechnik. Nachdem er kurzzeitig als Berufsfahrer aktiv gewesen war, ließ er sich reamateurisieren und bestritt bis 1954 Radrennen. Dabei gewann er mit dem Großen Diamant-Preis oder dem MTS-Preis von Gersdorf traditionsreiche DDR-Rennen. 1951 wurde er in die Nationalmannschaft der DDR berufen. 1953 gewann er den Meistertitel der Sportvereinigung Motor.

## Trainer
Als Trainer war Marschner zunächst für die BSG Motor Ascota Karl-Marx-Stadt tätig, später für den SC Karl-Marx-Stadt. Dort wurde er entlassen, nachdem er sich für den 1972 wegen angeblicher Fluchtgefahr nach Westdeutschland vom Leistungssport ausgeschlossenen Wolfgang Lötzsch ausgesprochen hatte. Daraufhin wechselte Marschner zur SG Wismut Gera, wo er der Trainer zahlreicher erfolgreicher DDR-Radsportler wurde, darunter vor allem der Olympiasieger Olaf Ludwig sowie Thomas Barth, Jens Heppner oder Gerald Mortag. 
Marschner starb kurz vor seinem 90. Geburtstag an einer Lungenkrankheit in Gera. Er lebte zuletzt in Brahmenau.